# Фалкарий
Фалкарий (лат. Falcarius) — род тероподных динозавров из клады теризинозавров, включающий единственный вид — Falcarius utahensis.
Вид и род научно описаны в 2005 году. Родовое название Falcarius, от falcus «серп» или «кривой коготь», дано из-за серповидных когтей и означает «серповщик». Utahensis — «из Юты», по месту находки.

## Биология

В сравнении с человеком

Обнаруженные ящеры жили 125 миллионов лет назад. Это были не самые крупные динозавры — около 4 м в длину и ростом примерно 1,5 м. Они ходили на двух ногах, а их верхние конечности украшали перья и длинные (около 10 см) изогнутые когти. Фалкарий был способен питаться и животной, и растительной пищей. Учёные предполагают, что возникновение этого вида совпало по времени с распространением большого количества полезной растительной пищи.

## История открытия
Фалкарий был найден при раскопках в штате Юта (США). Было обнаружено крупное захоронение динозавров. По оценкам специалистов из местного Музея естественной истории, сотни или даже тысячи животных погибли практически одновременно. Учёные пока не могут объяснить, что стало причиной смерти древних ящеров. По одной из версий, найденные динозавры жили стадами и погибли, отравившись заражённой ядовитыми веществами водой. Причиной массового отравления мог стать, к примеру, природный газ. Однако, вообще говоря, не обязательно предполагать одновременную гибель всех найденных животных — не менее вероятно, что их останки накапливались в одном месте в течение длительного (в обычных представлениях, но практически мгновенного в геологическом масштабе) времени, например, приносились течением реки во время паводка.